# A Big Hunk o’ Love
«A Big Hunk o' Love» (с англ. — «Большой шмат любви») — песня, записанная Элвисом Пресли в июне 1958 года во время его «увольнительной» в ходе службы в армии. Издана как сингл в июне 1959 года.
В США в журнале «Билборд» в 1959 году песня «I Got Stung» в исполнении Элвиса Пресли достигла 1 места в чарте Hot 100 (суммарный чарт синглов в разных жанрах поп-музыки, главный хит-парад этого журнала) и 10 места в чарте синглов в жанре ритм-н-блюза (теперь Hot R&B/Hip-Hop Songs).

## Список композиций
| №  | Название             | Автор(ы)                   | Длительность |
| -- | -------------------- | -------------------------- | ------------ |
| 1. | «A Big Hunk o' Love» | Aaron Schroeder, Sid Jaxon | 2:12         |
| 2. | «My Wish Came True»  | Ivory Joe Hunter           | 2:32         |

| №  | Название                           | Автор(ы)                | Длительность |
| -- | ---------------------------------- | ----------------------- | ------------ |
| 1. | «A Big Hunk o' Love»               | Schroeder, Sidney Wyche |              |
| 2. | «My Wish Came True»                | Hunter                  |              |
| 3. | «A Big Hunk o' Love – Alt. Take 1» | Schroeder, Wyche        |              |